# Pugó de la fava
El pugó de la fava o pugó negre (Aphis fabae) és una espècie d'hemípter esternorrinc de la família Aphididae. Parasita unes 200 espècies de plantes tant cultivades com silvestres.

## Distribució
Presenta una distribució mundial. S'ha localitzat a Europa occidental, Àsia, Àfrica i Amèrica.

## Descripció
Les femelles àpteres tenen forma ovalada, amb una longitud de 1,5 a 2,5 mm, i el color del seu cos és negre grisenc o verdós. A l'abdomen tenen taques blanquinoses, i les antenes són més curtes que el cos. Els sifons són foscos i relativament llargs. La cauda és curta i triangular. En canvi, les femelles alades són de color negre grisenc, amb l'abdomen normalment de color verd fosc, en què destaquen algunes taques clares. Són paregudes en la forma a les femelles àpteres, i de similar longitud. Posseeixen ales transparents i membranoses. Les antenes són més curtes que la longitud del seu cos i les seues potes són fosques. Té sifons foscos, bastant amples a la base. La cauda també és fosca. La nimfa en nàixer és de color verd olivaci o marró olivaci. Mitjançant quatre mudes, la nimfa evoluciona fins a esdevenir adulta àptera o alada. En aquesta última durant tots els estadis es poden observar secrecions blanques transversals sobre el dors, així com els monyons de les futures ales. Les antenes i les potes són de color groc més o menys clar.

## Cicle vital
Els seus ous passen l'hivern sobre certes plantes hoste que inclouen Euonymus europaeus, Viburnum i Philadelphus. Els ous que es desclouen a la primavera són femelles àptera anomenades femelles fundadores. Aquestes femelles són capaces de reproduir-se asexualment per partenogènesi, formant així colònies de femelles genèticament idèntiques. Durant l'estiu apareixen les formes alades que es dispersen cap altres plantes i funden noves colònies. A la tardor migren a les plantes hostes principals i quan baixen les temperatures naix una generació de mascles i femelles que es reprodueixen i ponen els ous, els quals passaran l'hivern ben refugiats de les inclemències meteorològiques i els depredadors.

## Plantes hoste
Es troba el pugó de les faves a la fava, remolatxa, creïlla, gira-sol i tomaquera. A més colonitza unes 200 espècies de plantes més cultivades o silvestres. Entre les silvestres prefereix a dormidera, llapassa, blet, blet rosat, camamilla i calcida.

## Implicacions agronòmiques
Si la població d'aquests pugó augmenta notablement pot esdevenir en plaga. Si s'alimenta de la remolatxa les fulles s'enrotllen i deixen de créixer. Les arrels es desenvolupen poc i el sucre es redueix. Com produeixen molta quantitat de mel de melada, les gotes impregnen les fulles on es pot formar negreta. A més els pugons són vectors de certs virus vegetals.
Hi ha un bon nombre d'enemics naturals d'aquest pugó, com ara depredadors, com neuròpters (Chrysoperla carnea, Conwentzia sp.), coccinèl·lids, xinxes depredadores (antocòrids i mírids), larves de sírfids i cecidòmids (Aphydoletes aphidimyza); himenòpters parasitoides, destancant Lysiphlebus testaceipes, Aphidius spp., Aphelinus sp., Praon i Trioxis angelicae, a més de fongs entomopatògens com Verticillium lecanii, el qual és bastant eficaç en hivernacles. Per tal d'afavorir la presència d'aquests depredadors i parasitoides es recomanable incloure bardisses i marges florals dins els camps de cultiu, ja que la gran majoria d'aquests passen per alguna fase on es nodreixen de pol·len i/o nèctar.

## Galeria

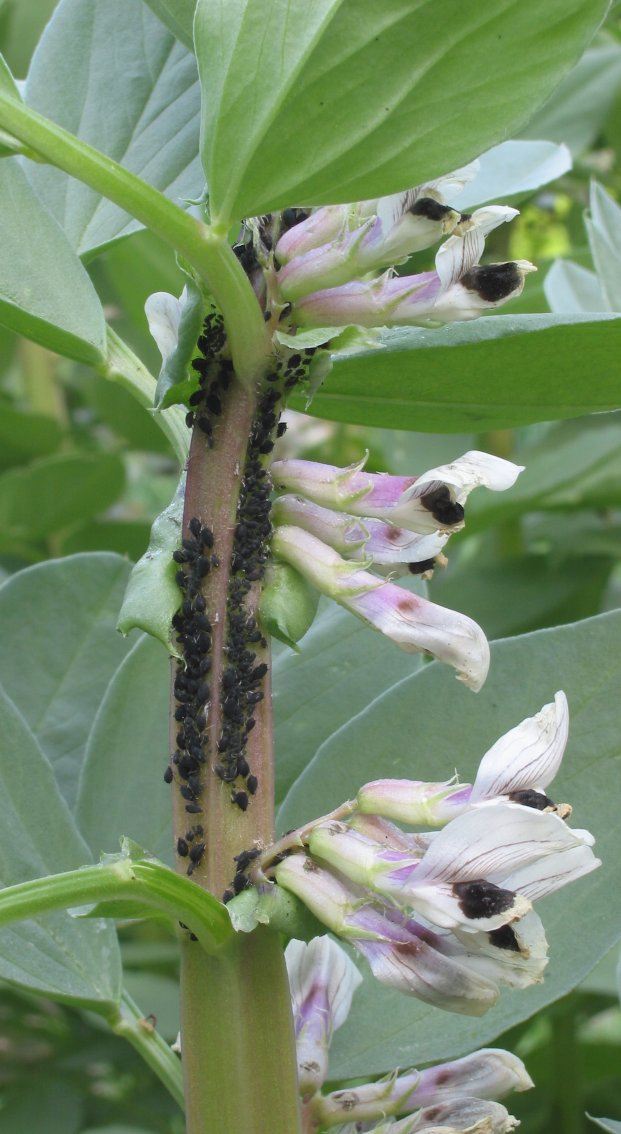
Pugons a la tija de les faves
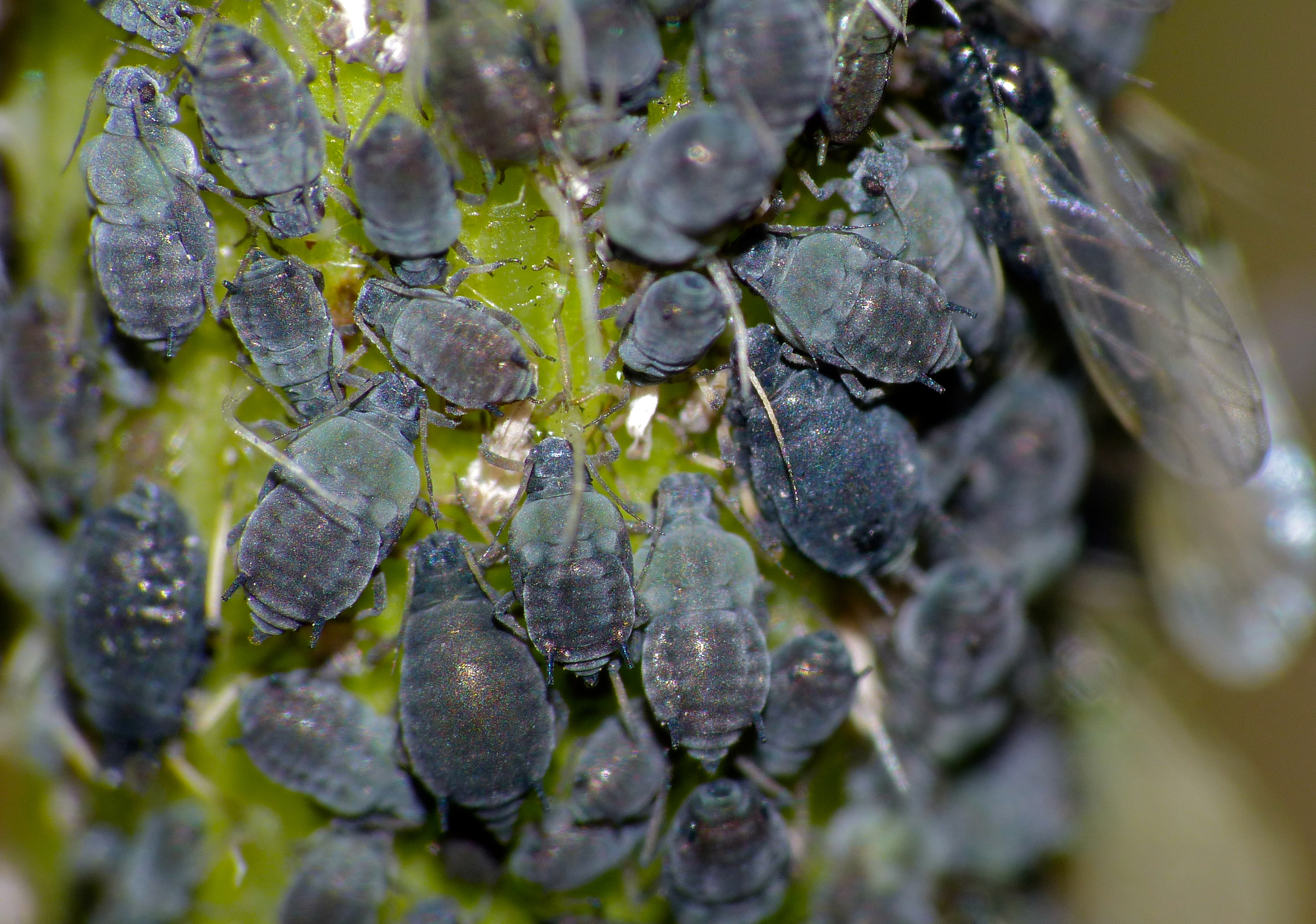
Detall de colònia
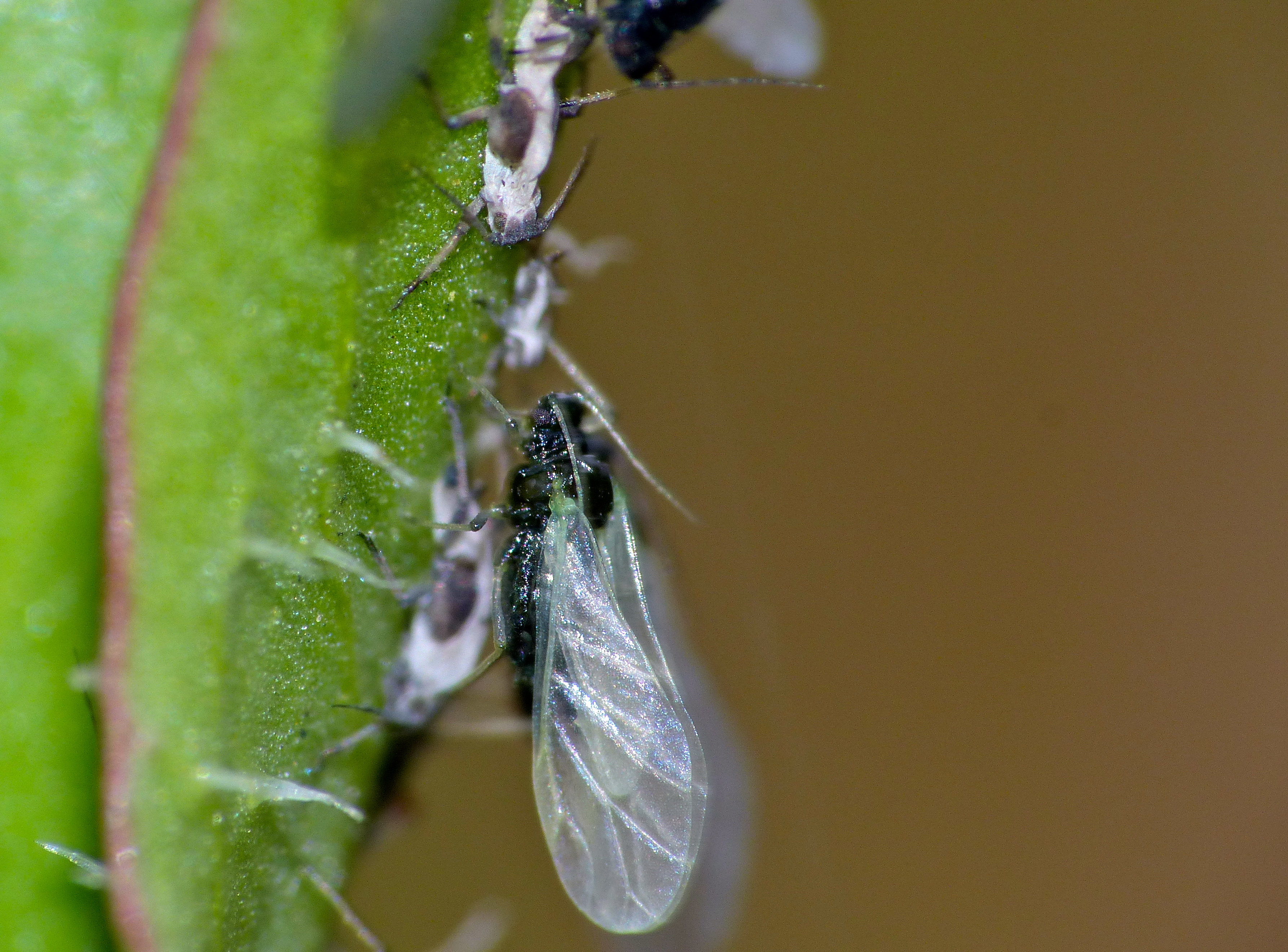
Individu alat
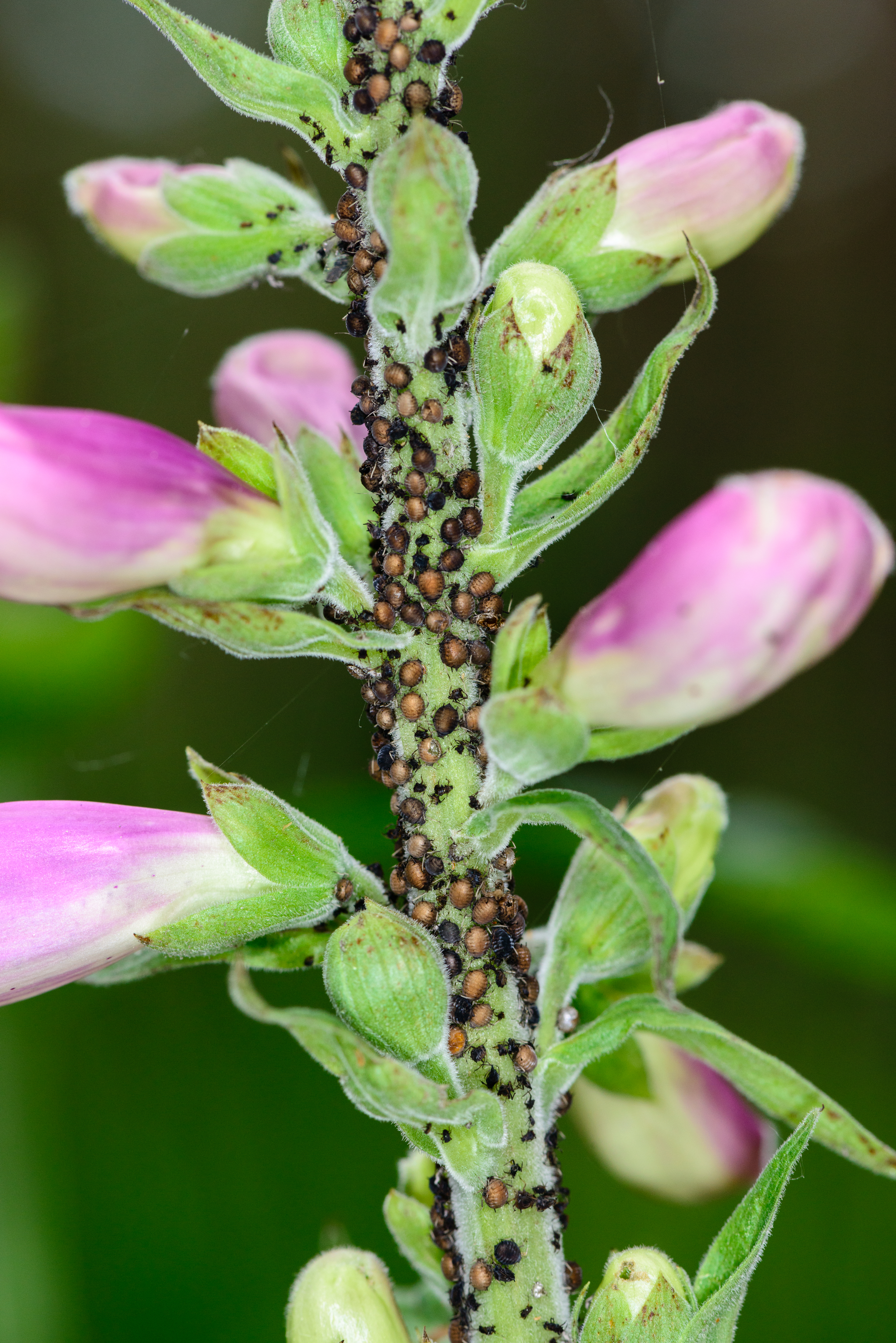
Colònia en didalera (Digitalis purpurea) amb mòmies parasitades per vespes parasites (Aphidiinae)
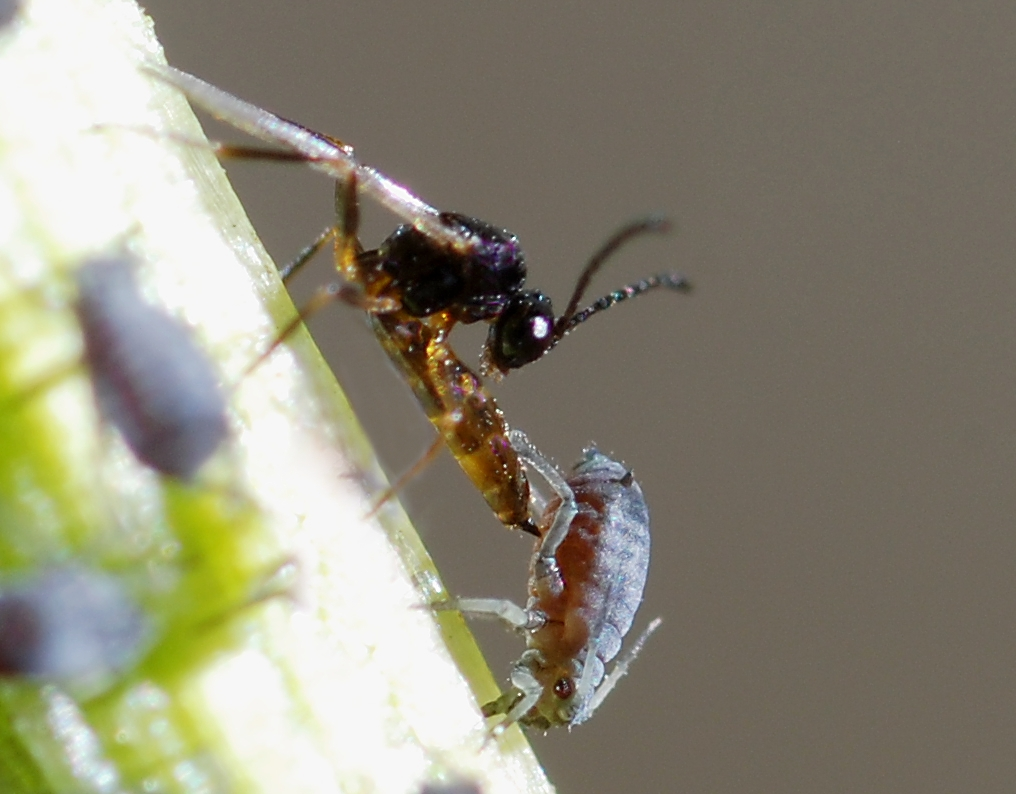
Vespa parasita (Braconidae) ponent un ou a un pugó de la fava
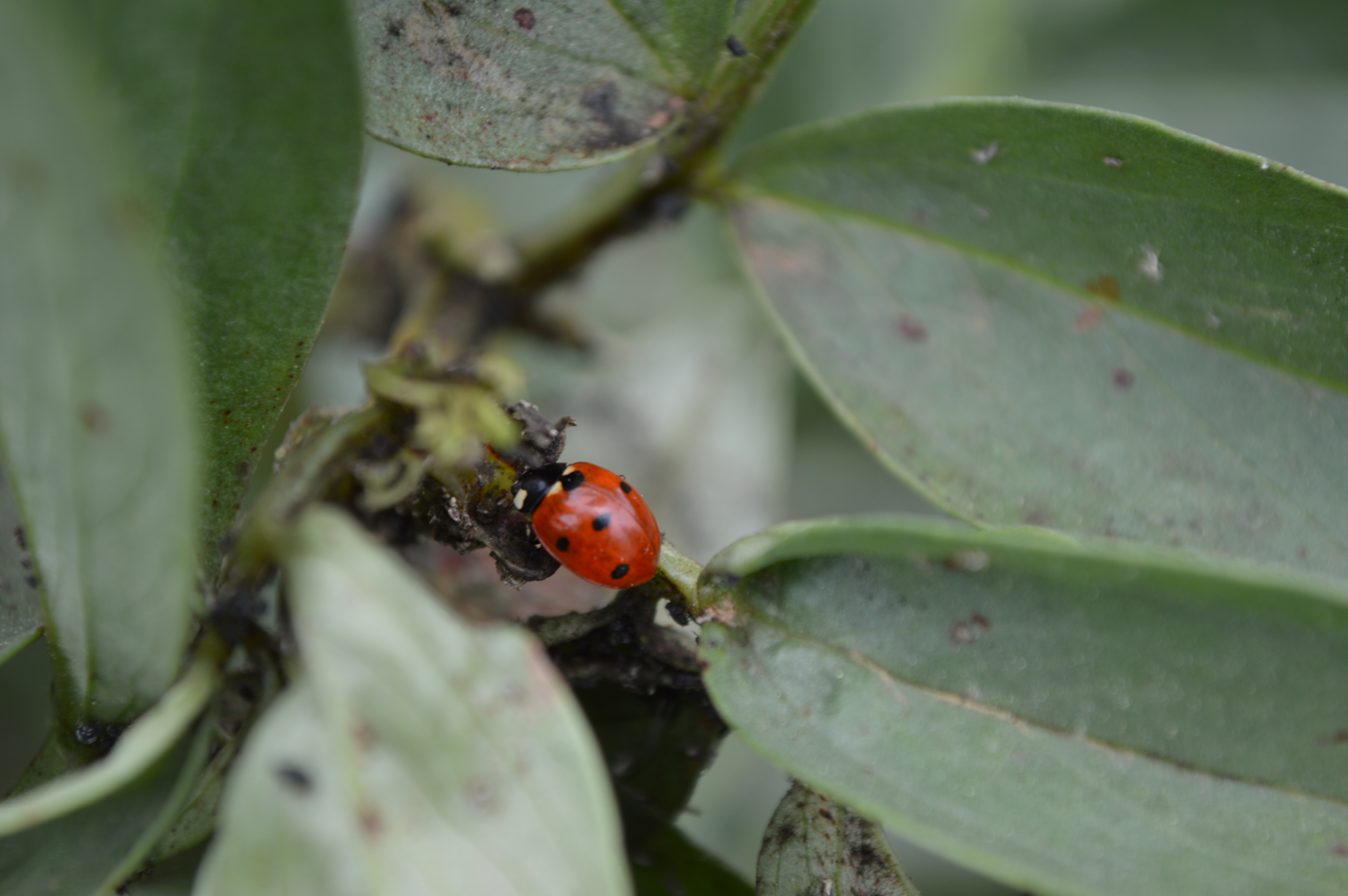
Marieta depredant pugó de la fava